# Oswald Oberhuber

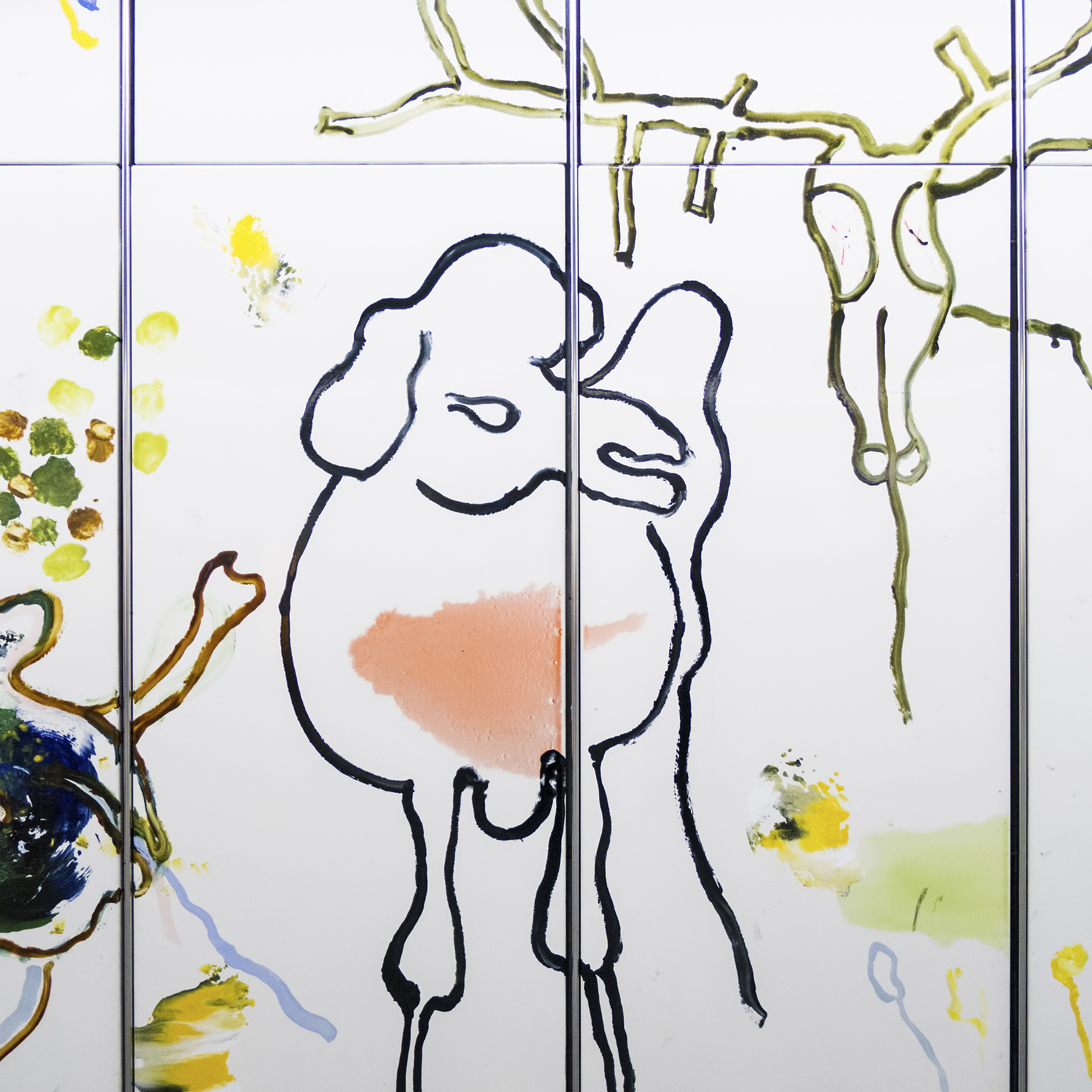
Permanent-Graffiti, Wandbild (Ausschnitt) (1989) U-Bahn-Station Landstraße in Wien (3. Bezirk)

Oswald Oberhuber (* 1. Februar 1931 in Meran, Südtirol, Italien; † 17. Jänner 2020 in Wien) war ein österreichischer Maler, Bildhauer und Grafiker. Sein frühes Werk wird dem Informel zugerechnet. Mitte der 1950er Jahre beendete er diese Phase und begann realistisch zu arbeiten.

## Leben
Oberhuber lernte zunächst von 1945 bis 1949 Bildhauerei an der Bundesgewerbeschule Innsbruck. Im Anschluss daran war Oberhuber an der Akademie der bildenden Künste in Wien Schüler von Fritz Wotruba und an der Akademie in Stuttgart von Willi Baumeister. 1972 war Oberhuber der österreichische Vertreter auf der Biennale von Venedig. 1964/65 war er künstlerischer Berater der Galerie nächst St. Stephan, die er 1973 von Otto Mauer übernahm und bis 1978 leitete. Oberhuber nahm 1977 an der documenta 6 und 1982 an der documenta 7 teil. 1973 wurde er zum Professor an die Hochschule für angewandte Kunst in Wien berufen, der er bis zu seiner Emeritierung 1998 angehörte. Von 1979 bis 1987 und von 1991 bis 1995 leitete er als Rektor die Hochschule. Oberhuber stellte mit Objektmöbel, Entwürfe, Zeichnungen (1989) und Malerei (1992) zwei Mal in der Galerie Vorsetzen aus.
Die Stuttgarter Akademie ernannte ihn 1982 zum Ehrenmitglied, 2004 zum Ehrensenator.
Oswald Oberhuber hat aus erster Ehe mit Elisabeth Oberhuber drei Kinder (zwei Söhne und eine Tochter). Oswald Oberhuber, aus dessen 2. Ehe mit der Galeristin Rosemarie Schwarzwälder zwei weitere Söhne stammen, wurde am Hietzinger Friedhof bestattet.

## Auszeichnungen
- 1978 Preis der Stadt Wien für Bildende Kunst
- 1990 Tiroler Landespreis für Kunst
- 1990 (?) Österreichischer Staatspreis
- 2004 Österreichisches Ehrenkreuz für Wissenschaft und Kunst I. Klasse
- 2016 Österreichisches Ehrenzeichen für Wissenschaft und Kunst

## Einzelausstellungen
- 1970: Galerie in Ruhe – Die leere Galerie, Galerie nächst St. Stephan, Wien (A)
- 1973: Oswald Oberhuber, Kunsthalle Basel, (CH)
- 1978: Raum und Licht, Magazino di Sale cervia, (I)
- 1982: Staatliche Akademie der Bildenden Künste Stuttgart, (D)
- 1983: Farbraum, De Vleeshal, Middelburg, (NL)
- 1985: Pinturas, Dibujos, Esculturas, Museo de Bellas Artes, Bilbao, (E)
- 1987: Frankfurter Kunstverein, (D)
- 1987: Tiroler Landesmuseum, Innsbruck, (A)
- 1987: Oberhuber im Oktober, Museum für angewandte Kunst (Wien) Wien, (A)
- 1987: Skulpturen + Tekeningen 1948–1987 (Europalia), Museum van Hedendaagse Kunst, Gent (B)
- 1988: Kunsthalle Freiburg, (D)
- 1988: Kunsthalle Ludwigsburg, (D)
- 1988: Museum moderner Kunst, Bozen, (I)
- 1988: Städtische Kunsthalle, Erlangen, (D)
- 1988: Museum moderner Kunst, Wien, (A)
- 1989: Kunstmuseum Heidenheim, (D)
- 1993: Kulturhaus Graz, (A)
- 1994: Bawag Foundation, Wien, (A)
- 1999: Geschriebene Bilder, Museum für angewandte Kunst (Wien), (A)
- 2000: Ein Fest für alle, Greith-Haus, St. Ulrich im Greith, (A)
- 2003: Mutazione – Permanente Veränderung, Kunst Meran, (I)
- 2006: Der ewige Prozess der Geburt, Wiener Secession, (A)
- 2006: Permanenz und Veränderung, Tiroler Landesmuseum, Innsbruck, (A)
- 2009: Die Leidenschaften des Prinzen Eugen, Belvedere, Wien, (A)
- 2010: Raum und Linie, Rathausgalerie Balingen, (D)
- 2016: OSWALD OBERHUBER. Eine Werkschau, Belvedere 21, Wien, (A)

## Gruppenausstellungen
- 1987: Österreichische Künstler der Gegenwart: Arbeiten auf Papier; Sammlung Kermer, Stuttgart, Galerie im Taxispalais, Innsbruck
- 2019: POSTCARD RELOADED, Europäischer Kunstverein im Museum Kunstraum Potsdam